# Olearia
Olearia är ett släkte av korgblommiga växter. Olearia ingår i familjen korgblommiga växter.

## Bildgalleri

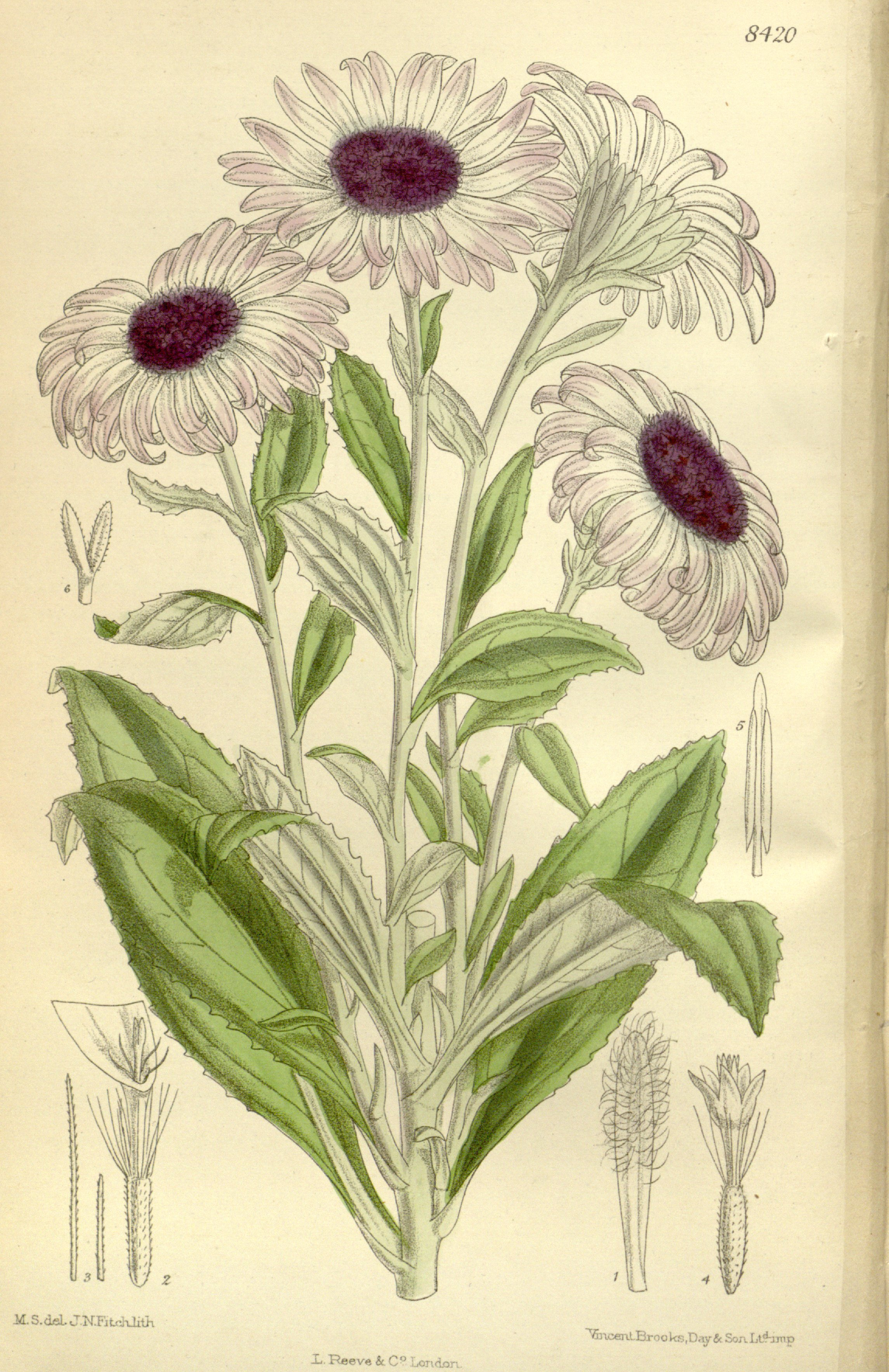
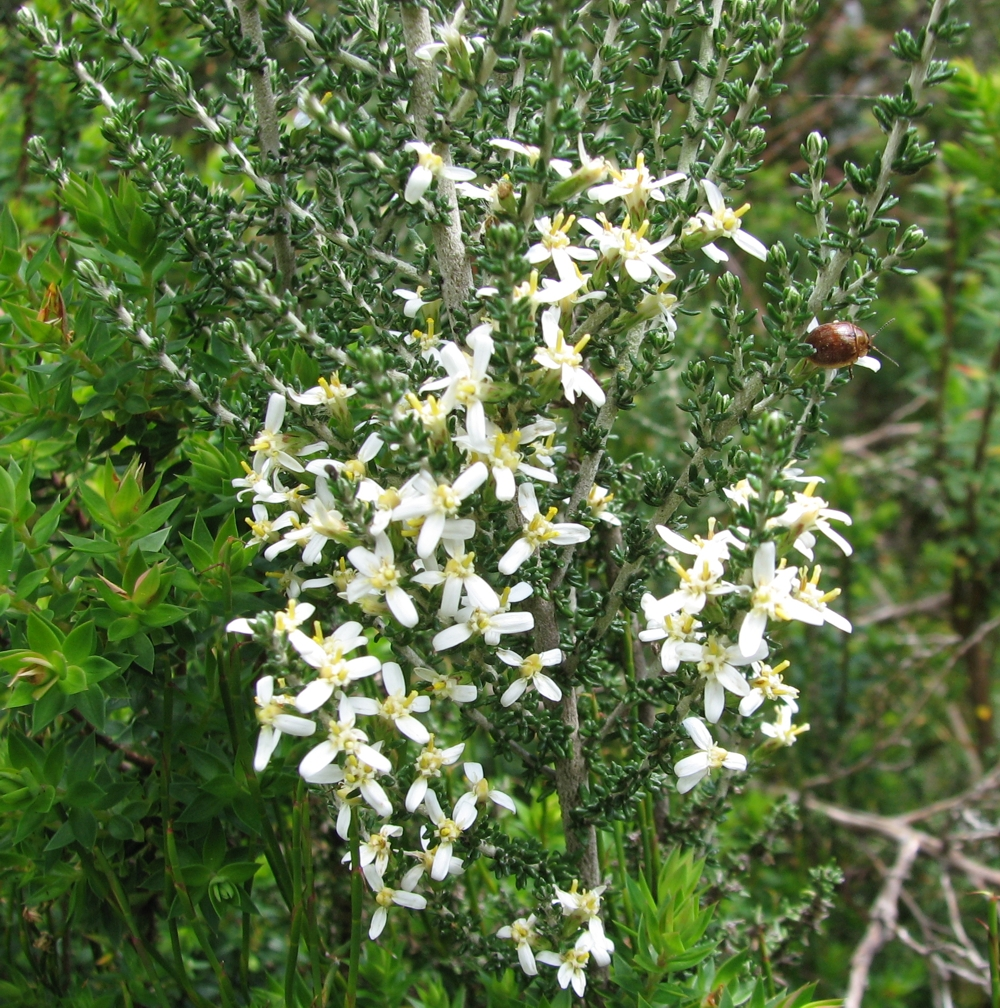
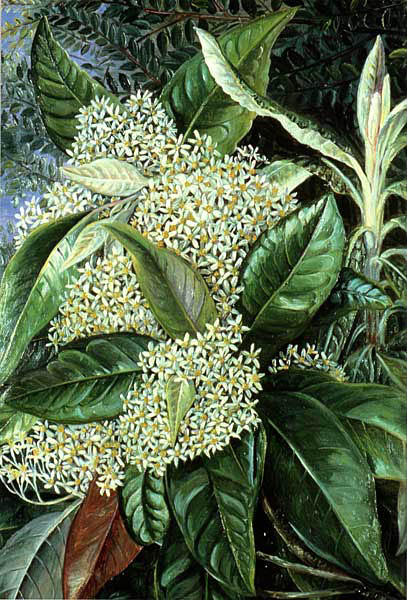
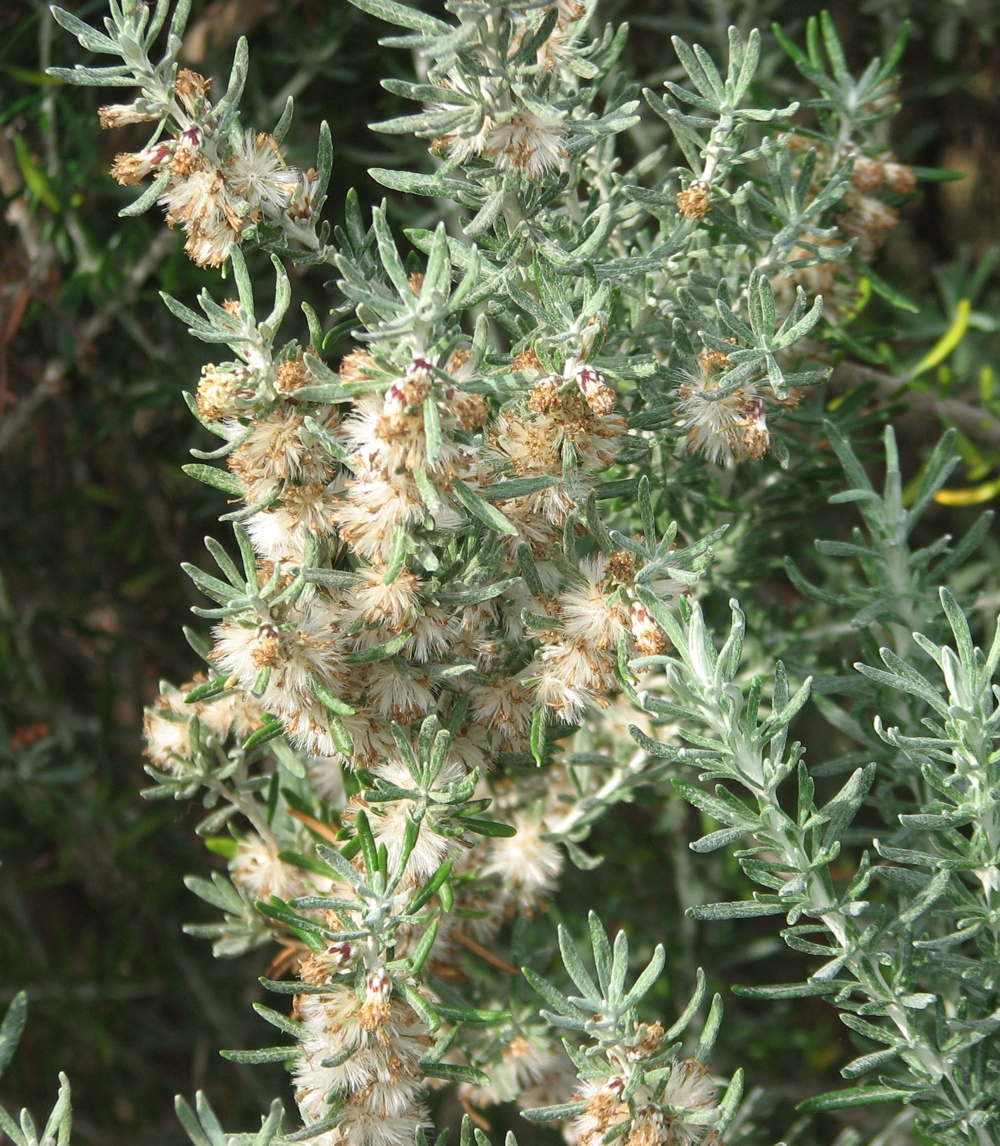
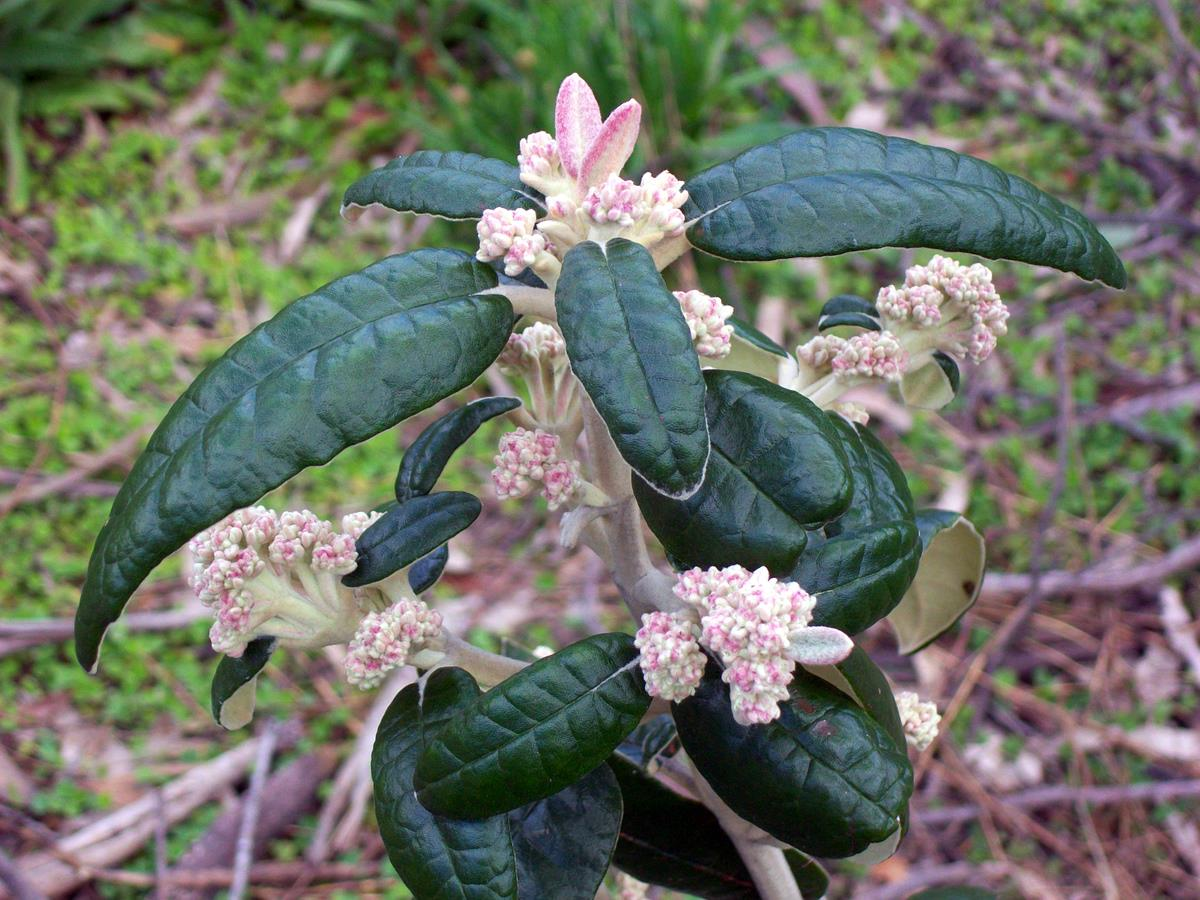
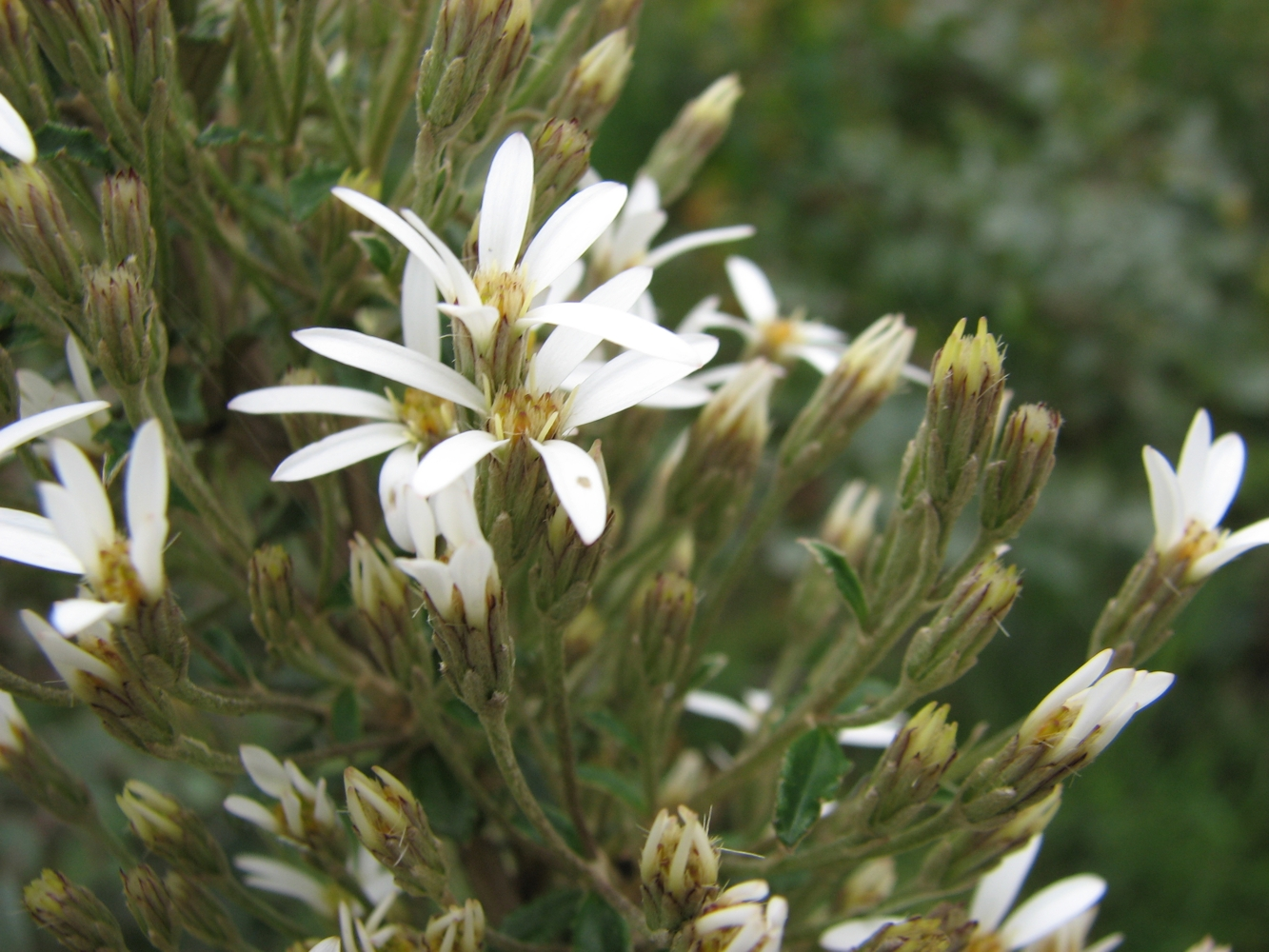

## Dottertaxa tillOlearia, i alfabetisk ordning[1]
- Olearia adenocarpa
- Olearia adenolasia
- Olearia adenophora
- Olearia aglossa
- Olearia albida
- Olearia allomii
- Olearia alpicola
- Olearia angustifolia
- Olearia arborescens
- Olearia argophylla
- Olearia arguta
- Olearia argyrophylla
- Olearia arida
- Olearia asterotricha
- Olearia astroloba
- Olearia avicenniifolia
- Olearia axillaris
- Olearia ballii
- Olearia brachyphylla
- Olearia brevipedunculata
- Olearia bullata
- Olearia burgessii
- Olearia calcarea
- Olearia canescens
- Olearia capillaris
- Olearia cassiniae
- Olearia chathamica
- Olearia cheesemanii
- Olearia chrysophylla
- Olearia ciliata
- Olearia colensoi
- Olearia conocephala
- Olearia cordata
- Olearia coriacea
- Olearia covenyi
- Olearia crebra
- Olearia crosby-smithiana
- Olearia cydoniifolia
- Olearia decurrens
- Olearia durifolia
- Olearia elaeophila
- Olearia elliptica
- Olearia eremaea
- Olearia erubescens
- Olearia excorticata
- Olearia exiguifolia
- Olearia exilifolia
- Olearia exilis
- Olearia ferresii
- Olearia fimbriata
- Olearia floccosa
- Olearia flocktoniae
- Olearia floribunda
- Olearia fluvialis
- Olearia fragrantissima
- Olearia frostii
- Olearia fulvida
- Olearia furfuracea
- Olearia gardneri
- Olearia glandulosa
- Olearia glutinosa
- Olearia gordonii
- Olearia grandiflora
- Olearia gravis
- Olearia gunniana
- Olearia haastii
- Olearia hectorii
- Olearia heleophila
- Olearia heliophila
- Olearia heterocarpa
- Olearia heterolepis
- Olearia heterophila
- Olearia heterotricha
- Olearia homolepis
- Olearia hooglandii
- Olearia hookeri
- Olearia humilis
- Olearia hygrophila
- Olearia ilicifolia
- Olearia imbricata
- Olearia incana
- Olearia incondita
- Olearia iodochroa
- Olearia kernotii
- Olearia laciniifolia
- Olearia lacunosa
- Olearia lanata
- Olearia lanuginosa
- Olearia lasiophylla
- Olearia laxiflora
- Olearia ledifolia
- Olearia lehmanniana
- Olearia lepidophylla
- Olearia lepidota
- Olearia leptocephala
- Olearia lineata
- Olearia lirata
- Olearia lyallii
- Olearia macdonnellensis
- Olearia macrodonta
- Olearia magniflora
- Olearia matthewsii
- Olearia megalophylla
- Olearia microdisca
- Olearia microphylla
- Olearia minor
- Olearia montana
- Olearia monticola
- Olearia mooneyi
- Olearia moschata
- Olearia mucronata
- Olearia muelleri
- Olearia muricata
- Olearia myrsinoides
- Olearia nernstii
- Olearia nummulariifolia
- Olearia obcordata
- Olearia occidentissima
- Olearia odorata
- Olearia oleifolia
- Olearia oliganthema
- Olearia oppositifolia
- Olearia pachycephala
- Olearia pachyphylla
- Olearia pallida
- Olearia paniculata
- Olearia pannosa
- Olearia passerinoides
- Olearia paucidentata
- Olearia persoonioides
- Olearia phlogopappa
- Olearia picridifolia
- Olearia pimeleoides
- Olearia pinifolia
- Olearia platyphylla
- Olearia plucheacea
- Olearia polita
- Olearia quercifolia
- Olearia quinquevulnera
- Olearia racemosa
- Olearia ramosissima
- Olearia ramulosa
- Olearia rani
- Olearia revoluta
- Olearia rhizomatica
- Olearia rosmarinifolia
- Olearia rudis
- Olearia rufa
- Olearia rugosa
- Olearia semidentata
- Olearia solandri
- Olearia speciosa
- Olearia spectabilis
- Olearia stellulata
- Olearia stenophylla
- Olearia stilwelliae
- Olearia strigosa
- Olearia stuartii
- Olearia suavis
- Olearia subrepanda
- Olearia subspicata
- Olearia tenuifolia
- Olearia teretifolia
- Olearia thomsonii
- Olearia tomentosa
- Olearia townsonii
- Olearia traillii
- Olearia traversii
- Olearia trifurcata
- Olearia tubuliflora
- Olearia velutina
- Olearia vernonioides
- Olearia virgata
- Olearia viscidula
- Olearia viscosa
- Olearia xerophila